# 開封イエズス聖心カテドラル
開封イエズス聖心カテドラル（開封耶穌聖心主教座堂、かいほうイエズスせいしんカテドラル）は、別名を理事庁天主教堂といい、カトリック開封大司教区の主教座聖堂で河南省で最大のカトリック聖堂でもある。 

## 歴史
1608年、イエズス会神父はカトリックを開封に伝え、同時に理事庁街のユダヤ人地区を訪れた。1642年、李自成は黄河を開いて開封を水攻めにした。都市は泥と砂に埋没し、延慶観の西面に位置していた洪河沿天主教堂は崩壊し、神父と教徒は殆ど全て水の底に沈んで亡くなった。
1902年、イタリアミラノ宣教会のノエ=ヨゼフ・タッコーニ（Noe-Joseph Tacconi、中国名：潭維新、1873年 - 1942年）神父が開封に来てカトリック教会を復興した。1905年までに袁坑沿街で住宅を購入して教会を建てた。1910年、タッコーニは南陽の司教に挙げられた。1915年に開封教区が新たに成立し、1917年にタッコーニは理事庁街東段路北に司教座聖堂を建設し、1919年に完成した。周囲には司教館、小神学校と教会学校の建築群もあった。1948年に国共内戦の影響を受けて外国人神父は開封から撤退した。2006年に聖堂は近現代重要史跡及び代表性建築となり、河南省文物保護単位のリストに加えられた。
　

## 建築構造
大聖堂と一般のカトリック聖堂の形は同じではなく、主な入口は南側にある。奥行きは七間で、600人余りを収容できる。祭壇の両側の対聯は“普世真光耀奇光光臨諸夏、全腔愛火發神火火燎中原”と書かれている。

### 鐘楼
高くそびえる方錐形の鐘楼は聖堂の北側3メートルの所に独立して設置されており、聖堂とは繋がってはいない。塔は暗い灰色で四層である。羊尾鋪のカトリック河南大神学校で生活したことのある神学生の記憶によれば、その鐘の音は東側の郊外でもはっきりと聞こえたという。

### 司教館
司教座聖堂の西側には司教館が建っており、3層の煉瓦と木の建築で地上2階は人が居住し、地下1階はワインを貯蔵した。大小33の部屋があり、建築面積は1,012平方メートルである。

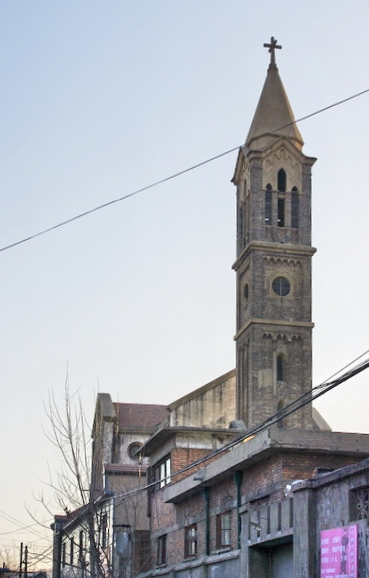
鐘楼
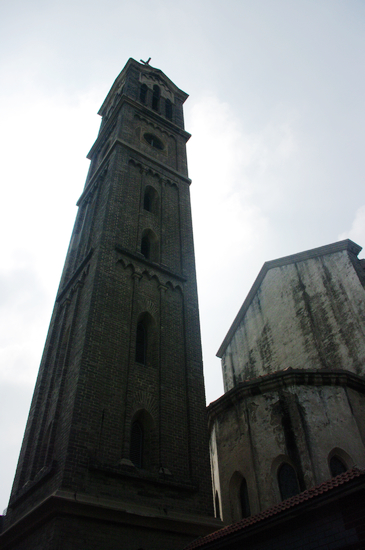
聖堂北側の鐘楼
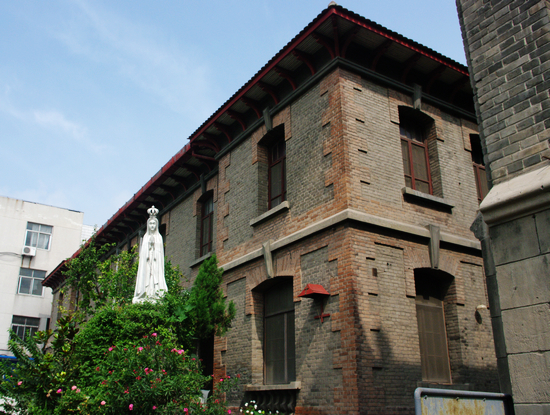
聖堂西側の司教館

## 参考資料
- 范飛、張義忠、開封理事庁教堂価値評析、河南大学学報（自然科学版）、2005年、第35巻、第03期